# NTT Credo Motomachi Building
NTT Credo Motomachi Building (яп. NTTクレド基町ビル эну ти ти курэдо мотомати биру), также называется Rihga Royal Hotel Hiroshima (яп. リーガロイヤルホテル広島 ри:га роияру хотеру хиросима) — 150-метровый и 35-этажный небоскреб, расположен по адресу 6-78 Мотомати, район Нака, город Хиросима, префектура Хиросима, Япония. Построен в апреле 1994 года, является самым первым небоскрёбом города Хиросима. Внутри небоскрёба расположен отель.
Это четвёртое по высоте здание в Хиросиме за небоскрёбом Urban View Grand Tower.

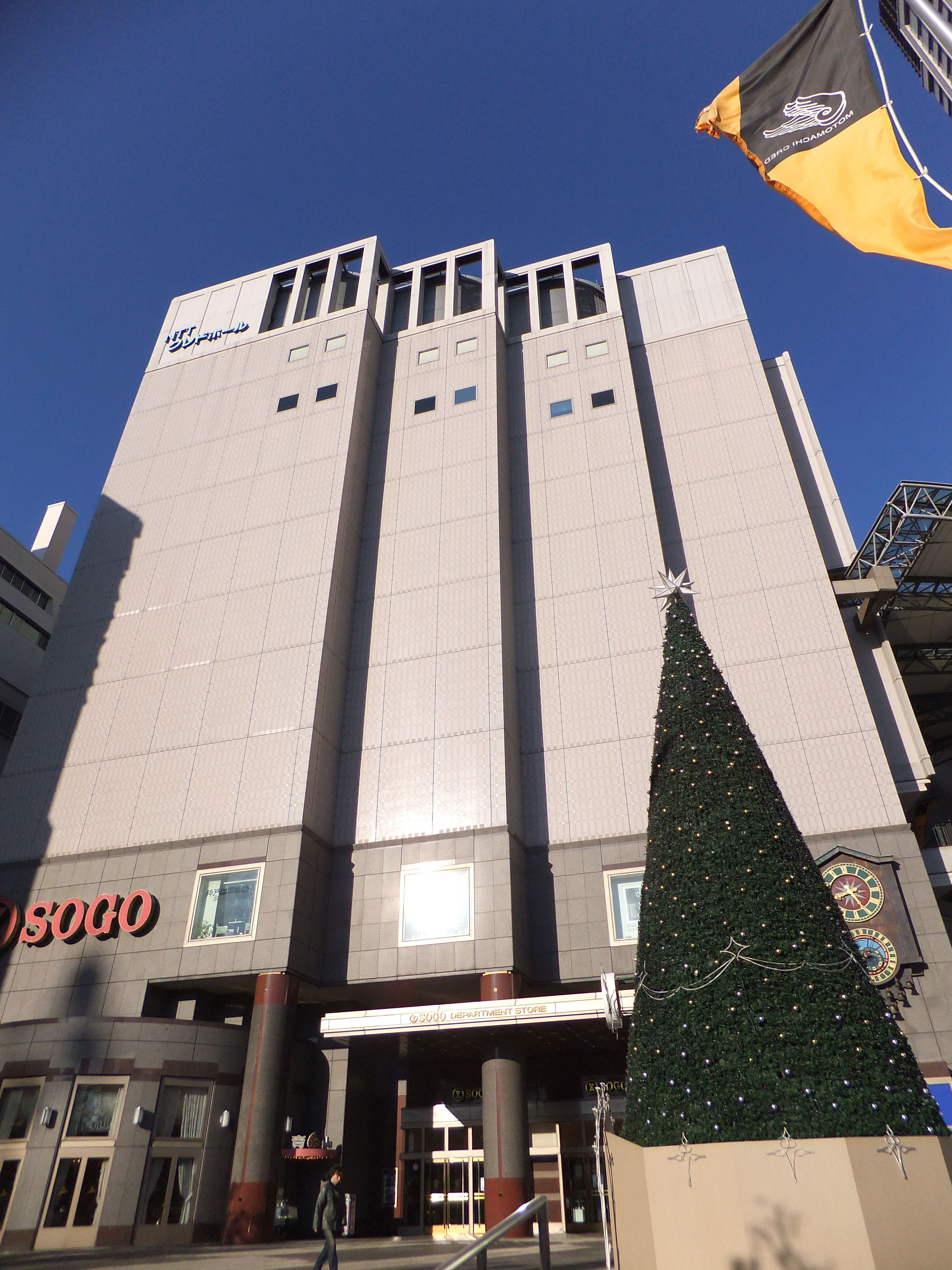
Сого:шинкан (Коммерческое здание)
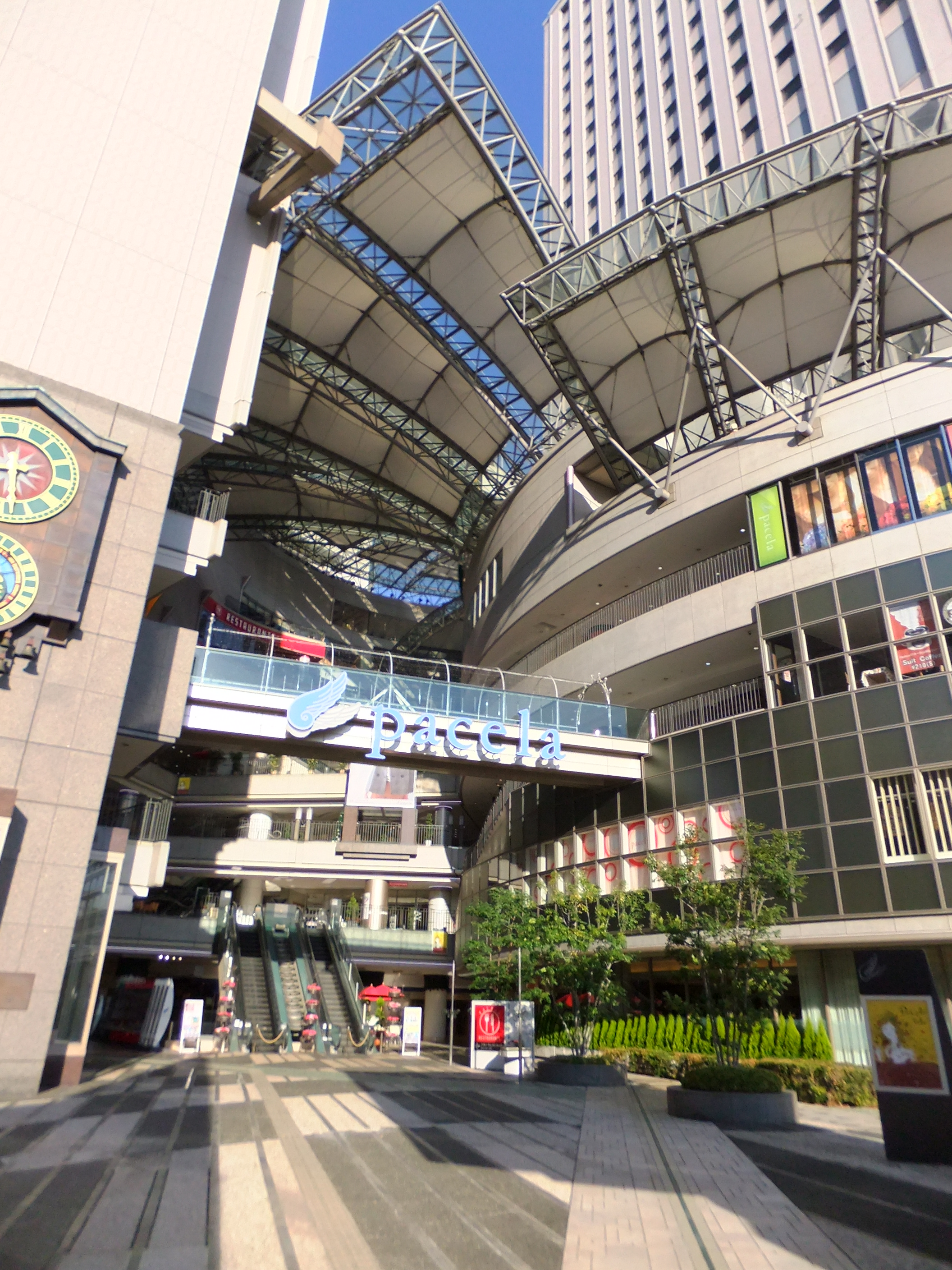
Pacela (Коммерческое здание）
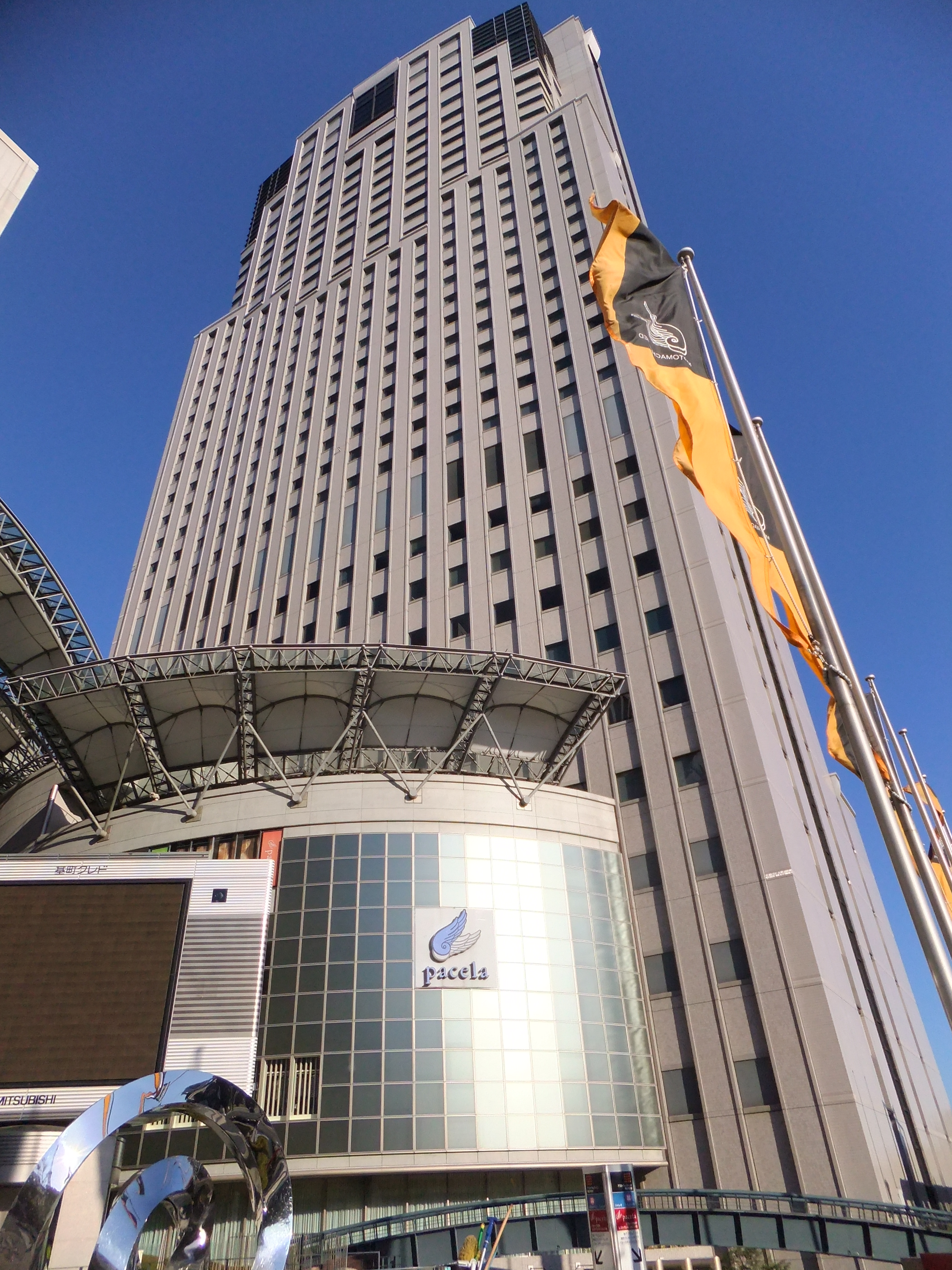
Rihga Royal Hotel Hiroshima (Здание отеля)
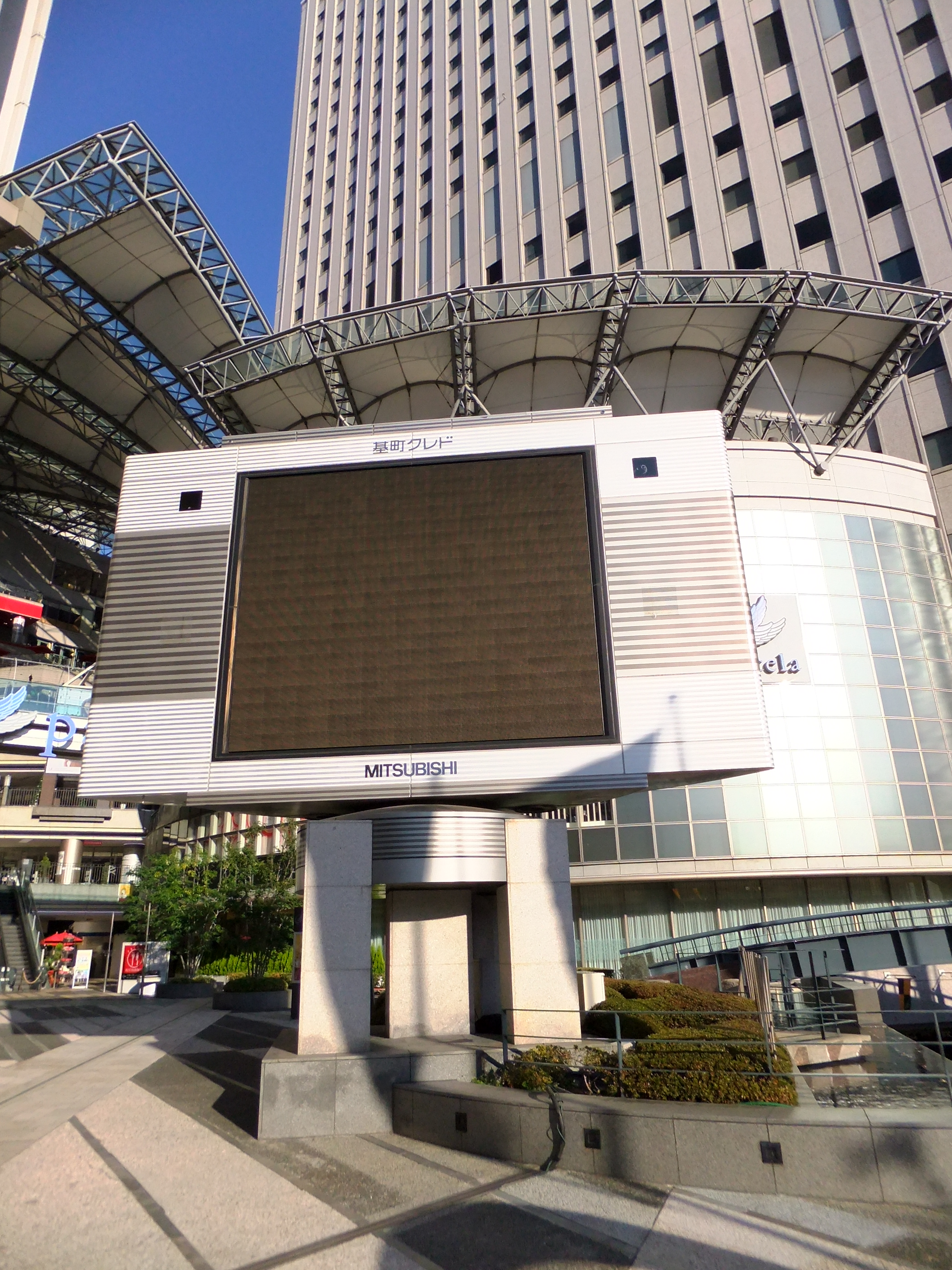
Aurora Vision
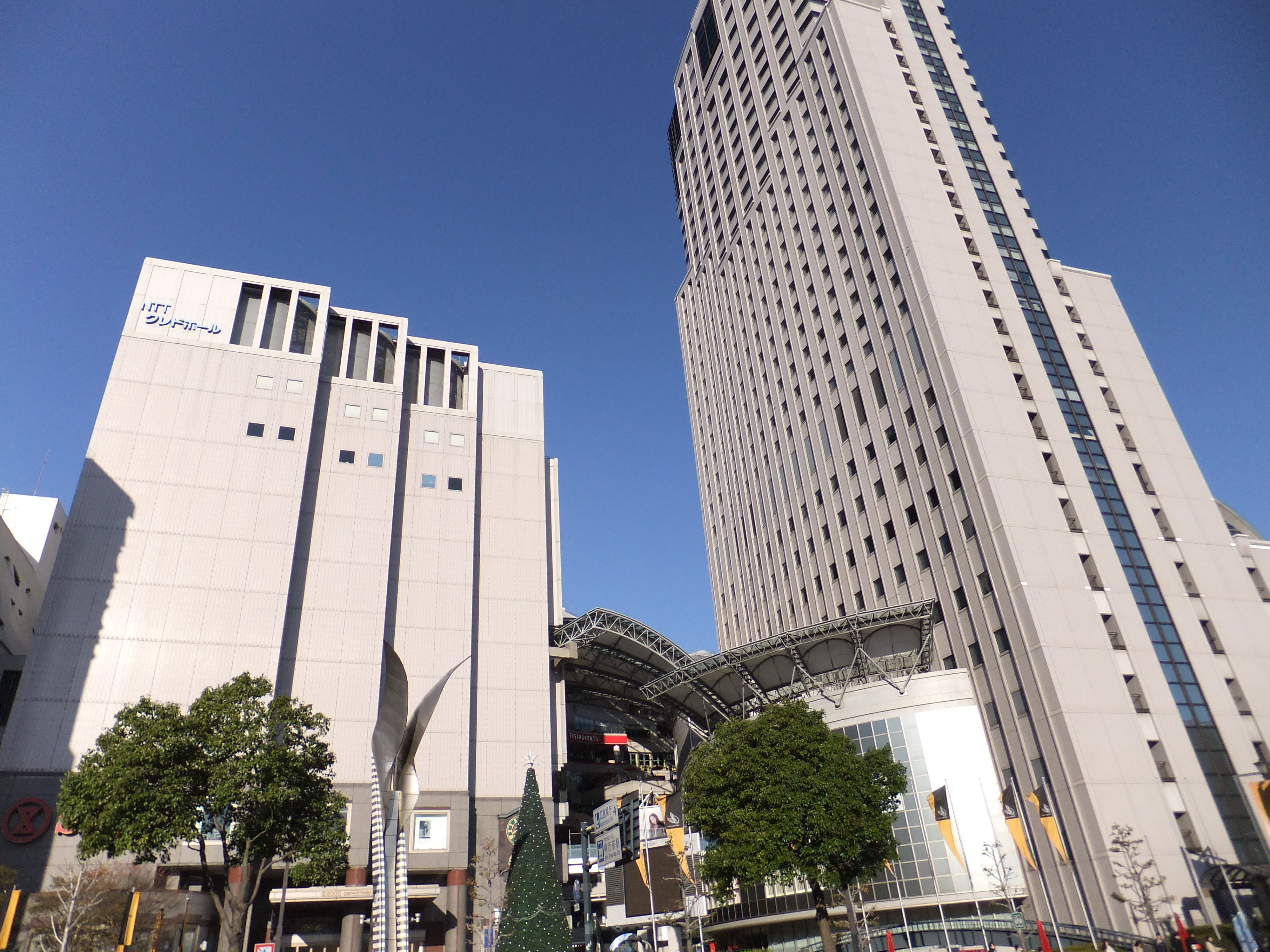